# Brigitte Halewitsch
Brigitte Halewitsch (* 1940 in Mährisch-Ostrau) ist eine deutsche Künstlerin und Autorin.

## Leben
Aufgewachsen in Hessen, studierte Brigitte Halewitsch Medizin, promovierte und arbeitete als Psychotherapeutin und Musiktherapeutin in eigenes Praxis in Köln. 
Ihre künstlerische Ausbildung erhielt sie durch Privatunterricht von Joseph Fassbender an der Kunstakademie Münster, dann studierte sie an der Kunstakademie Saar in an der Handwerkergasse Völklingen bei Wolfgang Nestler sowie an der Europäischen Kunstakademie Trier. Mit dem Schwerpunkt Grafik schuf sie zeitkritische und archaische Kunst. Seit 1999 stellte sie ihre Werke in Düsseldorf, Bonn, Frankfurt a. M. und in der Agora Gallery in New York aus. 
Neben ihrer Tätigkeit als bildende Künstlerin veröffentlichte Halewitsch eine Reihe von belletristischen Kurzgeschichten und Beiträgen in Fachzeitschriften.
Brigitte Halewitch lebt seit 2021 in Südfrankreich.

## Ausstellungen
- 1999: Jubiläumsausstellung, Kunstakademie Saar
- 2000: „Zeitzeichnen“, Solingen
- 2001: „Sinne und Strukturen“, Mettmann
- 2002: „Grafiken“, Kreis Mettmann / Velbert
- 2003: Nachklang zum 11. September, Neanderthal Museum, Mettmann
- 2003: Medici-Ausstellung, Düsseldorf
- 2003: Frauenmuseum, Bonn
- 2004: Kunstpunkte, Düsseldorf
- 2006: Kreiskunstausstellung, Mettmann
- 2006: „Installation“, Leichlingen
- 2010: Ereignis Druckgraphik II, Leipzig
- 2012: Kunstmesse Schwetzingen, Schwetzingen
- 2013: Agora Gallery, New York
- 2013: Palais Thurn und Taxis, Frankfurt am Main
- 2014: Kunstmeile Rodenkirchen, Köln
- 2017: Frühjahrsausstellung, Galerie Klopffleisch, Köln
- 2019: „Wir und die anderen“, LitArt im Rahmen des Frühjahrs-Kunstsalons, Signalwerk Frechen